# Herzogiella renitens
Herzogiella renitens är en bladmossart som beskrevs av Iwatsuki 1970. Herzogiella renitens ingår i släktet spretmossor, och familjen Hypnaceae. Inga underarter finns listade i Catalogue of Life.